# 李性明
李性明（1467年—？），字誠夫，直隸徐州蕭縣人，軍籍，明朝政治人物。

## 生平
嘉靖二十二年（1486年）丙午科應天府鄉試第一百十六名舉人。成化二十三年（1487年）中式丁未科會試第二百九十六名，三甲第二百二十六名進士。官至工部都水司主事，改南京刑部主事。

## 家族
曾祖李嚴，元萬戶；祖父李秩；父李斌，知縣。母歐陽氏。具庆下。